# Greatest Remixes
Greatest Remixes – pierwsza kompilacyjna płyta w dorobku Good Charlotte. Na płycie znalazły się remixy starych piosenek zespołu oraz trzy nowe - Anxiety, Fight Song i War (dostępna tylko w wersji deluxe). Pierwszym singlem została piosenka Fight Song z udziałem The Game. Płyta została wydana 25 listopada 2008.

## Lista utworów

### Wersja podstawowa
| #  | Tytuł                         | Udział gościnny         | Remixer              | Długość |
| 1  | "Los Angeles World Wide"      |                         | Junior Sanchez       |         |
| 2  | "Anxiety"                     |                         |                      |         |
| 3  | "Broken Hearts Parade"        | Tabi Bonney, Philieano  | Marshall Arts        |         |
| 4  | "Fight Song"                  | The Game                | Jay E                |         |
| 5  | "Keep Your Hands Off My Girl" | Bubba Sparxxx, Jung Tru | Dead Executives      |         |
| 6  | "I Just Wanna Live"           |                         | Teddy Reilly         |         |
| 7  | "The Anthem"                  | Hollywood Holt          | Million Mano         |         |
| 8  | "All Black"                   | Mat Devine              | The White Tie Affair |         |
| 9  | "Little Things"               |                         | Patrick Stump        |         |
| 10 | "Dance Floor Anthem"          | Metro Station cover     |                      |         |
| 11 | "Predictable"                 | Rahzii Hi-Power         | STRESS               |         |
| 12 | "Girls & Boys"                |                         | Ed Banger            |         |
| 13 | "The Young and the Hopeless"  |                         | Joseph Hahn          |         |
| 14 | "Hold On"                     |                         | The Academy Is...    |         |
| 15 | "Where Would We Be Now"       |                         | Troublemaker         |         |

### Wersja deluxe
Wersja ta zawiera dodatkowych 5 piosenek i będzie dostępna jedynie przez iTunes.
| #  | Tytuł                  | Udział gościnny | Remixer           | Długość |
| 16 | "WAR"                  |                 |                   |         |
| 17 | "Misery"               |                 | Steve Aoki        |         |
| 18 | "The River"            |                 | Apoptygma Berzerk |         |
| 19 | "Broken Hearts Parade" | Prophit         | Vanderbilt        |         |
| 20 | "Victims of Love"      |                 | PBX               |         |